# Federico Giosia di Sassonia-Coburgo-Gotha
Federico Giosia di Sassonia-Coburgo-Gotha (nome completo in tedesco: Friedrich Josias Carl Eduard Ernst Kyrill Harald; Coburgo, 29 novembre 1918 – Amstetten, 23 gennaio 1998) è stato il capo della famiglia ducale di Sassonia-Coburgo-Gotha e duca titolare di Sassonia-Coburgo-Gotha dal 1954 fino alla sua morte.

## Biografia
Il principe nacque da Carlo Edoardo, duca di Sassonia-Coburgo-Gotha e dalla principessa Vittoria Adelaide di Schleswig-Holstein-Sonderburg-Glücksburg. Suo padre era stato duca regnante di Sassonia-Coburgo-Gotha all'interno dell'impero di Germania, ma in seguito alla sconfitta nella prima guerra mondiale come tutti i sovrani tedeschi fu obbligato ad abdicare pochi giorni prima della sua nascita, il 14 novembre 1918.
Nel 1938 Federico Giosia entrò nella Wehrmacht e partecipò all'occupazione della Cecoslovacchia, della Polonia e della Francia. Nel 1941 combatté in Iugoslavia e in Unione Sovietica. Si ammalò gravemente nell'inverno del 1941. Dopo il suo recupero, combatté come Oberleutnant nel Caucaso. Nel 1944 fu prima Ordonnanzoffizier sotto il Generalfeldmarschall Erwin Rommel sulla costa francese e da giugno sotto il generale von Hanneken in Danimarca, dove venne catturato dagli inglesi nel maggio 1945 ma rilasciato nell'autunno a guerra conclusa.

## Capo della casata
Terzo dei tre figli maschi, non era previsto che il principe Federico Giosia succedesse come capo della famiglia ducale. Tuttavia, il maggiore dei suoi fratelli, il principe ereditario Giovanni Leopoldo, rinunciò ai suoi diritti nel 1932 per contrarre un matrimonio ineguale, ed il principe Uberto fu ucciso in azione nel 1943, lasciando quindi erede il principe Federico Giosia. Succedette alla guida del casato alla morte del padre, il 6 marzo 1954.

## Matrimoni
Il principe si è sposato tre volte:
1) A Kassel, il 25 gennaio 1942, Federico Giosia sposò sua cugina di primo grado, la contessa Vittoria Luisa di Solms-Baruth (13 marzo 1921 – 1 marzo 2003). Hanno avuto un solo figlio:
1. Andreas Michael Armin Siegfried Friedrich Hans Hubertus (21 marzo 1943-3 aprile 2025).

Questo matrimonio terminò in divorzio il 19 settembre 1946.
2) A San Francisco, il 14 febbraio 1948, Federico Giosia sposò Denyse Henrietta de Muralt (14 dicembre 1923 – 25 aprile 2005). Hanno avuto tre figli:
1. Principessa Maria Claudia Sibylla (San Francisco, 22 maggio 1949-5 febbraio 2016), ha sposato il 17 marzo 1971 Gion Schäfer (nato il 20 luglio 1945). Ha due figlie: Maria Christina Sibylla Schäfer (nata nel 1972) e Gianetta Antonia Schäfer (nata nel 1975).
2. Principessa Beatrice Charlotte (Berna, 15 luglio 1951), ha sposato il 12 giugno 1977 il principe Friedrich di Sassonia-Meiningen (1935–2004). Ha figli.
3. Adrian Vinzenz Eduard (1955–2011), ha sposato il 20 ottobre 1984 Lea Rinderknecht; il matrimonio è considerato morganatico e i loro due figli non hanno diritto alla successione al ducato di Sassonia-Coburgo-Gotha. Questa unione si è conclusa con un divorzio nel 1993. Adrian si è risposato (di nuovo morganaticamente), l'11 luglio 1997 con Gertrud Krieg; non hanno avuto figli.

Federico Giosia e Denyse divorziarono il 17 settembre 1964.
3) Ad Amburgo, il 30 ottobre 1964, Federico Giosia si è sposato per la terza volta (matrimonio morganatico) con Katrin Bremme (22 aprile 1940 – 13 luglio 2011). Da questo matrimonio non sono nati figli.

## Ascendenza
|                                                                |                                                            |                                                                      | Genitori                                            |  |  | Nonni |  |  | Bisnonni                                     |  |  | Trisnonni                                 |  |
|                                                                |                                                            |                                                                      |                                                     |  |  |       |  |  | Principe Alberto di Sassonia-Coburgo e Gotha |  |  | Ernesto I, Duca di Sassonia-Coburgo-Gotha |  |
|                                                                |                                                            |                                                                      |                                                     |  |  |       |  |  | Principe Alberto di Sassonia-Coburgo e Gotha |  |  | Ernesto I, Duca di Sassonia-Coburgo-Gotha |  |
|                                                                |                                                            | Principessa Luisa di Sassonia-Gotha-Altenburg                        |                                                     |  |  |       |  |  | Principe Alberto di Sassonia-Coburgo e Gotha |  |  |                                           |  |
| Principe Leopoldo, Duca di Albany                              |                                                            |                                                                      |                                                     |  |  |       |  |  | Principe Alberto di Sassonia-Coburgo e Gotha |  |  |                                           |  |
|                                                                |                                                            | Vittoria del Regno Unito                                             | Principe Edoardo, Duca di Kent e Strathearn         |  |  |       |  |  |                                              |  |  |                                           |  |
|                                                                |                                                            | Vittoria del Regno Unito                                             | Principe Edoardo, Duca di Kent e Strathearn         |  |  |       |  |  |                                              |  |  |                                           |  |
|                                                                |                                                            | Vittoria del Regno Unito                                             | Principessa Vittoria di Sassonia-Coburgo-Saalfeld   |  |  |       |  |  |                                              |  |  |                                           |  |
| Carlo Edoardo, Duca di Sassonia-Coburgo e Gotha                |                                                            | Vittoria del Regno Unito                                             |                                                     |  |  |       |  |  |                                              |  |  |                                           |  |
|                                                                |                                                            | Giorgio Vittorio, Principe di Waldeck e Pyrmont                      | Giorgio II, Principe di Waldeck e Pyrmont           |  |  |       |  |  |                                              |  |  |                                           |  |
|                                                                |                                                            | Giorgio Vittorio, Principe di Waldeck e Pyrmont                      | Giorgio II, Principe di Waldeck e Pyrmont           |  |  |       |  |  |                                              |  |  |                                           |  |
|                                                                |                                                            | Giorgio Vittorio, Principe di Waldeck e Pyrmont                      | Principessa Emma di Anhalt-Bernburg-Schaumburg-Hoym |  |  |       |  |  |                                              |  |  |                                           |  |
| Principessa Elena di Waldeck e Pyrmont                         |                                                            | Giorgio Vittorio, Principe di Waldeck e Pyrmont                      |                                                     |  |  |       |  |  |                                              |  |  |                                           |  |
|                                                                |                                                            | Principessa Elena di Nassau                                          | Guglielmo, Duca di Nassau                           |  |  |       |  |  |                                              |  |  |                                           |  |
|                                                                |                                                            | Principessa Elena di Nassau                                          | Guglielmo, Duca di Nassau                           |  |  |       |  |  |                                              |  |  |                                           |  |
|                                                                |                                                            | Principessa Elena di Nassau                                          | Principessa Paolina di Württemberg                  |  |  |       |  |  |                                              |  |  |                                           |  |
| Principe Federico Giosia di Sassonia-Coburgo e Gotha           |                                                            | Principessa Elena di Nassau                                          |                                                     |  |  |       |  |  |                                              |  |  |                                           |  |
|                                                                | Federico, Duca di Schleswig-Holstein-Sonderburg-Glücksburg | Federico Guglielmo, Duca di Schleswig-Holstein-Sonderburg-Glücksburg |                                                     |  |  |       |  |  |                                              |  |  |                                           |  |
|                                                                | Federico, Duca di Schleswig-Holstein-Sonderburg-Glücksburg | Federico Guglielmo, Duca di Schleswig-Holstein-Sonderburg-Glücksburg |                                                     |  |  |       |  |  |                                              |  |  |                                           |  |
|                                                                | Federico, Duca di Schleswig-Holstein-Sonderburg-Glücksburg | Principessa Luisa Carolina d'Assia-Kassel                            |                                                     |  |  |       |  |  |                                              |  |  |                                           |  |
| Federico Ferdinando, Duca di Schleswig-Holstein                | Federico, Duca di Schleswig-Holstein-Sonderburg-Glücksburg |                                                                      |                                                     |  |  |       |  |  |                                              |  |  |                                           |  |
|                                                                |                                                            | Principessa Adelaide di Schaumburg-Lippe                             | Giorgio Guglielmo, Principe di Schaumburg-Lippe     |  |  |       |  |  |                                              |  |  |                                           |  |
|                                                                |                                                            | Principessa Adelaide di Schaumburg-Lippe                             | Giorgio Guglielmo, Principe di Schaumburg-Lippe     |  |  |       |  |  |                                              |  |  |                                           |  |
|                                                                |                                                            | Principessa Adelaide di Schaumburg-Lippe                             | Principessa Ida di Waldeck e Pyrmont                |  |  |       |  |  |                                              |  |  |                                           |  |
| Principessa Vittoria Adelaide di Schleswig-Holstein            |                                                            | Principessa Adelaide di Schaumburg-Lippe                             |                                                     |  |  |       |  |  |                                              |  |  |                                           |  |
|                                                                |                                                            | Federico VIII, Duca di Schleswig-Holstein                            | Cristiano, Duca di Augustenburg                     |  |  |       |  |  |                                              |  |  |                                           |  |
|                                                                |                                                            | Federico VIII, Duca di Schleswig-Holstein                            | Cristiano, Duca di Augustenburg                     |  |  |       |  |  |                                              |  |  |                                           |  |
|                                                                |                                                            | Federico VIII, Duca di Schleswig-Holstein                            | Contessa Luisa Sofia di Danneskiold-Samsøe          |  |  |       |  |  |                                              |  |  |                                           |  |
| Carolina Matilde di Schleswig-Holstein-Sonderburg-Augustenburg |                                                            | Federico VIII, Duca di Schleswig-Holstein                            |                                                     |  |  |       |  |  |                                              |  |  |                                           |  |
|                                                                |                                                            | Principessa Adelaide di Hohenlohe-Langenburg                         | Ernesto I, Principe di Hohenlohe-Langenburg         |  |  |       |  |  |                                              |  |  |                                           |  |
|                                                                |                                                            | Principessa Adelaide di Hohenlohe-Langenburg                         | Ernesto I, Principe di Hohenlohe-Langenburg         |  |  |       |  |  |                                              |  |  |                                           |  |
|                                                                |                                                            | Principessa Adelaide di Hohenlohe-Langenburg                         | Principessa Feodora di Leiningen                    |  |  |       |  |  |                                              |  |  |                                           |  |
|                                                                |                                                            | Principessa Adelaide di Hohenlohe-Langenburg                         |                                                     |  |  |       |  |  |                                              |  |  |                                           |  |